# Sewerny (Stadtkreis Maikop)
Sewerny (russisch Северный, adygeisch Темыр) ist ein Dorf (posjolok) in Südrussland. Es gehört zur Republik Adygeja und hat 1268 Einwohner (Stand 2019). Im Ort gibt es 51 Straßen.

## Geographie
Das Dorf liegt im Osten des Stadtkreis Maikop. Sowetski, Kalinin, Graschdanski, Djakow, Sewero-Wostotschnyje Sady, Maikop und Zapadny sind die nächsten Siedlungen.